# Eduardo Mignogna
Eduardo Mignogna (Buenos Aires, 1940 ― ibidem, 2006) est un dramaturge, romancier, nouvelliste, metteur en scène de cinéma, scénariste et réalisateur de télévision argentin.
Après deux années d’errances en Europe (Espagne et Italie), il mena de front dans son pays d’origine une carrière professionnelle de publicitaire et l’élaboration d’une œuvre littéraire, que vinrent couronner plusieurs prix. Contraint à l’exil en 1976 par la situation politique de son pays, il revint à Buenos Aires en 1981 et participa, comme scénariste et metteur en scène, à la réalisation de films tant au cinéma qu’à la télévision.

## Biographie
Après une adolescence vouée au sport et aux études, Eduardo Mignogna décida en 1964 d’effectuer un périple à travers l’Europe en compagnie d’un ami. Auparavant, il avait commencé à travailler dans une agence de publicité, tout en écrivant parallèlement des textes divers et des poésies. Il s’établit à Madrid, y travailla sporadiquement tout en fréquentant les cercles littéraires, où il se lia d’amitié avec différentes personnalités artistiques opposées au régime en place ― auteurs, poètes et artistes plasticiens, connus et persécutés. En 1965, les deux amis se transportèrent à Rome, où ils se fixèrent d’abord dans le quartier autour de la Piazza Navona, puis dans le quartier Trastevere, partageant leur logis avec des amis sud-américains et italiens, et avec des artistes argentins comme le peintre Hugo Pereyra. Eduardo Mignogna restera quelque temps en Italie, exerçant divers petits emplois et sillonnant le pays.
De retour en Argentine en 1966, Mignogna se remit à travailler dans la publicité vers le début de la décennie 1970, en même temps qu’il élaborait son œuvre littéraire. En 1976, il se vit décerner le Prix Casa de las Américas pour son livre Cuatro Casas, recueil de nouvelles inspirées de la rude vie campagnarde dans le sud de l’Argentine, et reçut plus tard le prix Revista Marcha pour son récit La cola del cocodrilo.
Devant l’escalade de menaces et d’attentats de la Triple A, il préféra prendre le chemin de l’exil en 1975 et s’installa à Sitges, puis à Milan. En 1981, il s’en retourna en Argentine avec sa famille pour y reprendre son activité de publicitaire. S’il avait déjà collaboré au cinéma — en tant que scénariste, pour le film La Raulito II, aux côtés de Lautaro Murúa —, il se vit confier en 1983 pour la première fois la réalisation d’un film, en l’espèce le film documentaire Evita, quien quiera oír que oiga, lequel fait alterner extraits documentaires, entretiens et reconstitutions, par des acteurs, des jeunes années d’Eva Perón, procédé qui, dans la tradition cinématographique argentine, constitua une innovation. Il réalisa d’autre part pour le compte de la télévision de son pays plusieurs miniséries documentaires à portée sociale, telles que celle, couronnée, consacrée à l’écrivain Horacio Quiroga et à ses récits de la selve, ou encore celle évoquant les expériences des handicapés.

## Publications littéraires
- La señal (2002, roman) ;
- La fuga (1999, roman) ;
- Cuatrocasas (1976, récits, prix Casa de las Américas) ;
- En la cola del cocodrilo (1971, roman, prix Revista Marcha).

## Filmographie
En tant que réalisateur
- Evita, quien quiera oír que oiga (1983) ;
- Flop (1990, sur l’acteur Florencio Parravicini) ;
- Sol de otoño (1996) ;
- El faro (le Phare, 1998) ;
- Adela (2000) ;
- La fuga (2001, basée sur le roman homonyme) ;
- Cleopatra (2003) ;
- Cartoneros de Villa Itatí (2003, moyen-métrage) ;
- El viento (2005) ;

En tant que scénariste
- El caso Matías  (1985)
- Matar al abuelito  (1993)
- La señal (2007)

## Œuvres de télévision
- Ensayo, 2003;
- Lorca en el río de la plata, 1998;
- El beso del olvido, 1991 (telefilme);
- La vivienda de los ángeles I y II, 1988
- La salud de los ángeles I y II, 1988;
- Horacio Quiroga: entre personas y personajes, 1987;
- Mocosos y chiflados, 1986;
- Misiones, su tierra y su gente, 1985;
- Desafío a la vida: Discapacitados, 1984;

## Récompenses et distinctions
- Prix Konex 2011 - Diploma al Mérito : réalisateur de cinéma (à titre posthume)
- Prix Konex 2001 - Diploma al Mérito : réalisateur de cinéma
- Prix Konex 1991 - Diploma al Mérito : réalisateur de télévision